# Xã Madison, Quận Muskingum, Ohio
Xã Madison (tiếng Anh: Madison Township) là một xã thuộc quận Muskingum, tiểu bang Ohio, Hoa Kỳ. Năm 2010, dân số của xã này là 445 người.